# Mary Anderson (actrice, 1859-1940)
Pour les articles homonymes, voir Mary Anderson et Anderson.
Mary Anderson (née en 1859 et morte en 1940) est une actrice américaine de théâtre, qui a aussi été actrice de cinéma muet sous son nom de femme mariée Mary Navarro.

## Biographie
Mary Anderson est née le 28 juillet 1859 à Sacramento en Californie, mais retourne avec ses parents dans le Kentucky. Elle commence sa carrière d'actrice à l'âge de 16 ans au théâtre, où elle est reconnue aussi bien à New York qu'à Londres. En 1887 elle joue le double rôle de Perdita et d'Hermione dans Le Conte d'hiver de Shakespeare, c'est la première actrice à réaliser cette double interprétation.
Elle se marie en 1890 avec Antonio Fernando de Navarro, et apparait dans quelques films muets dans les années 1910 sous le nom de Mary Navarro.
Elle meurt le 29 mai 1940 à Broadway, Worcestershire au Royaume-Uni, à l'âge de 80 ans. Elle laisse dans le deuil son fils et sa fille.

## Théâtre
- 1875 : Roméo et Juliette de Shakespeare : Juliette
- 1883 : Pygmalion and Galatea de W. S. Gilbert : Galatea
- 1887 : Le Conte d'hiver de Shakespeare : Perdita et Hermione

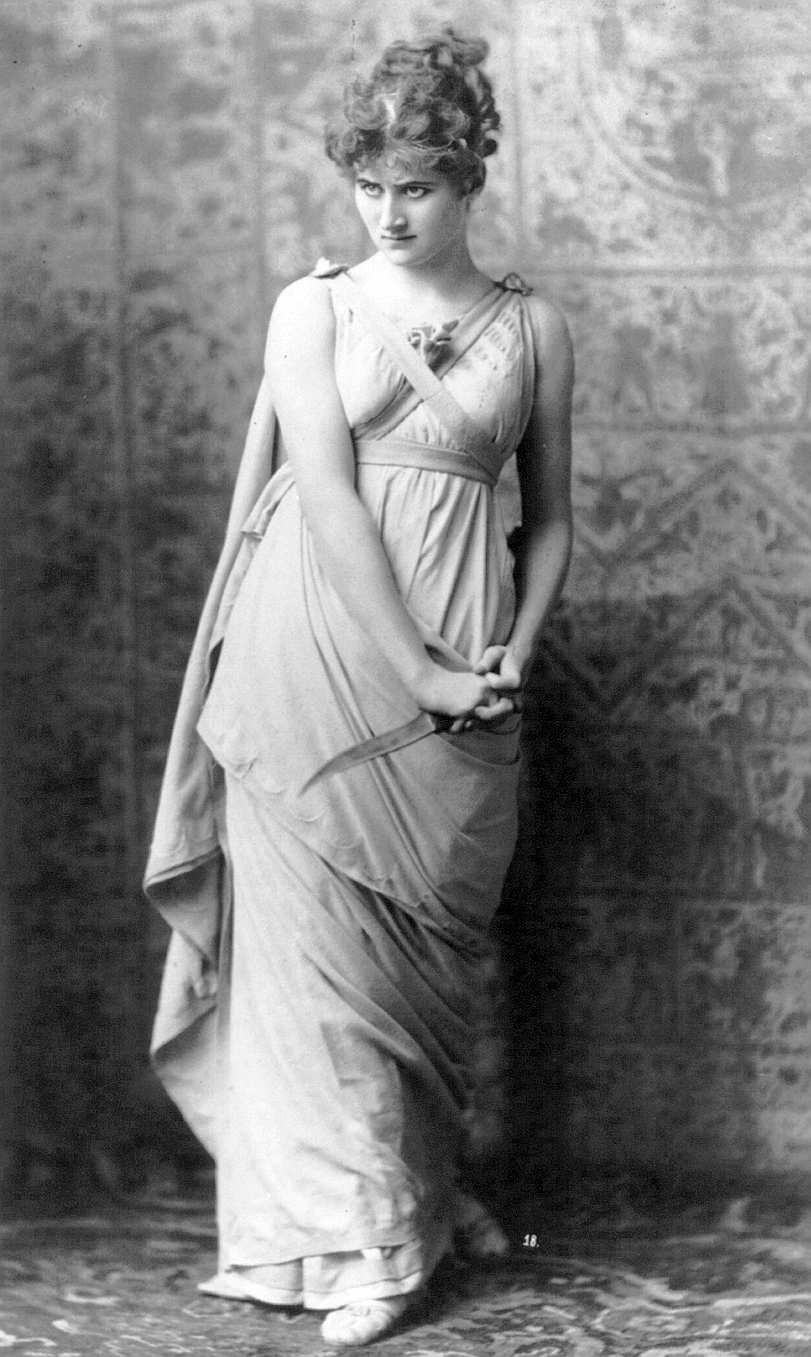
Dans le rôle de Parthenia dans Ingomar the Barbarian, 1883
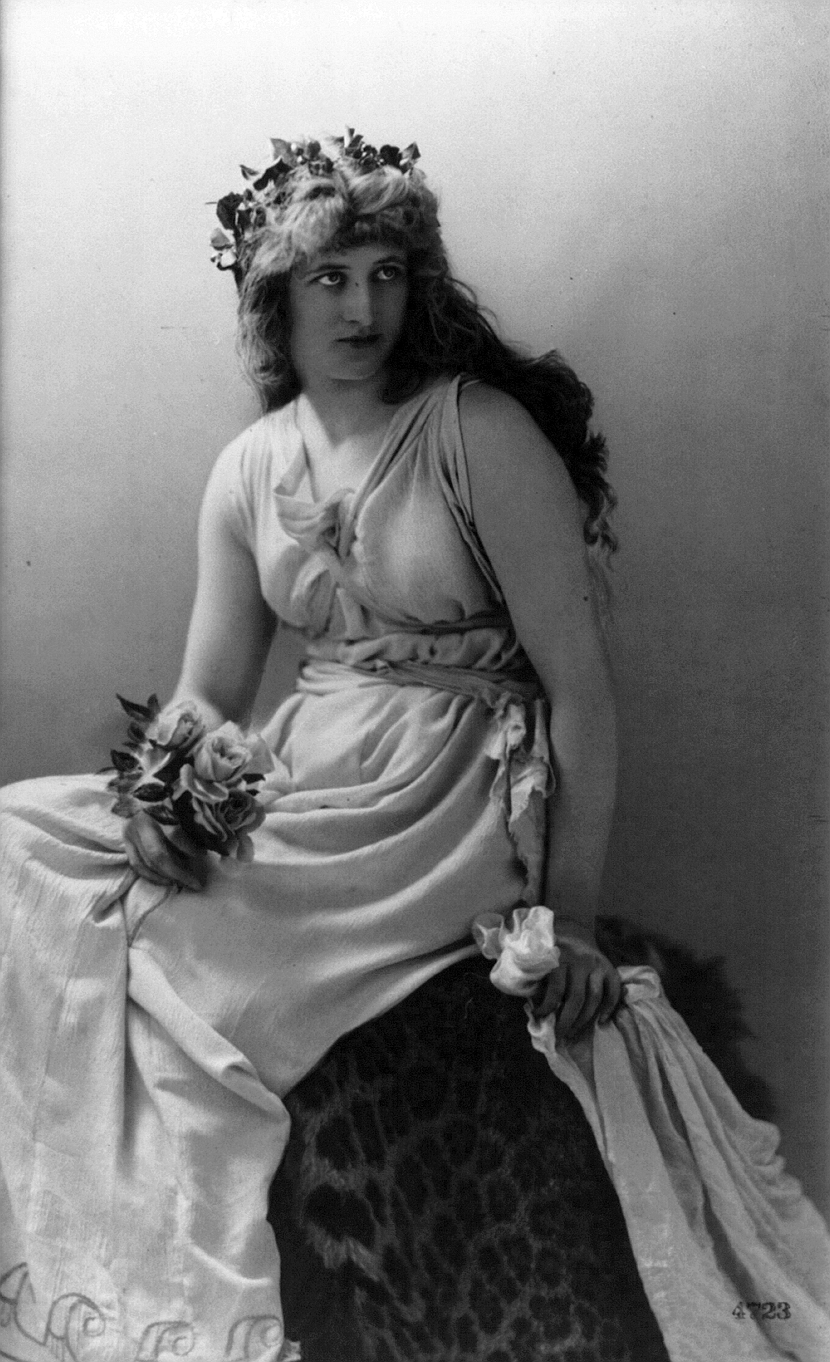
Dans le rôle de Perdita dans Winter's Tale de Shakespeare, 1887
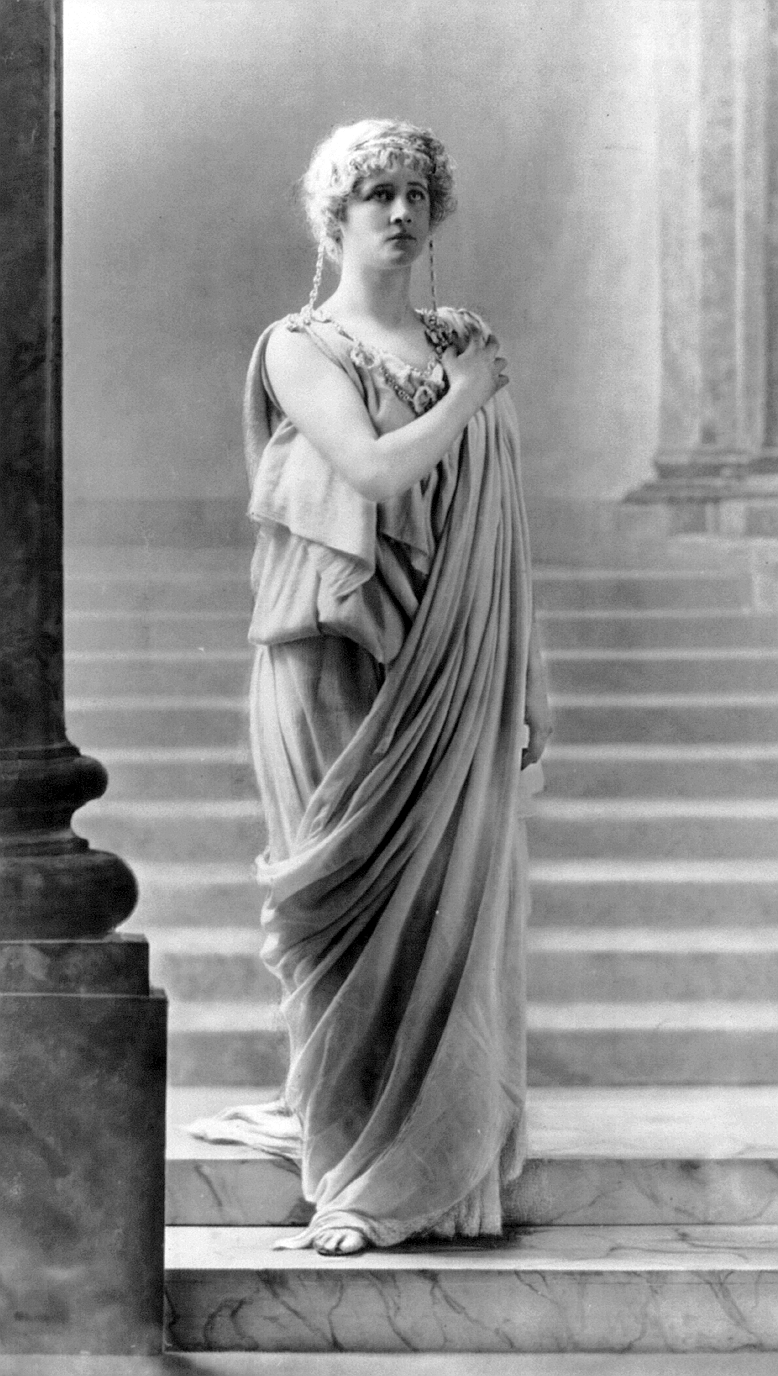
Dans Winter's Tale de Shakespeare, 1887
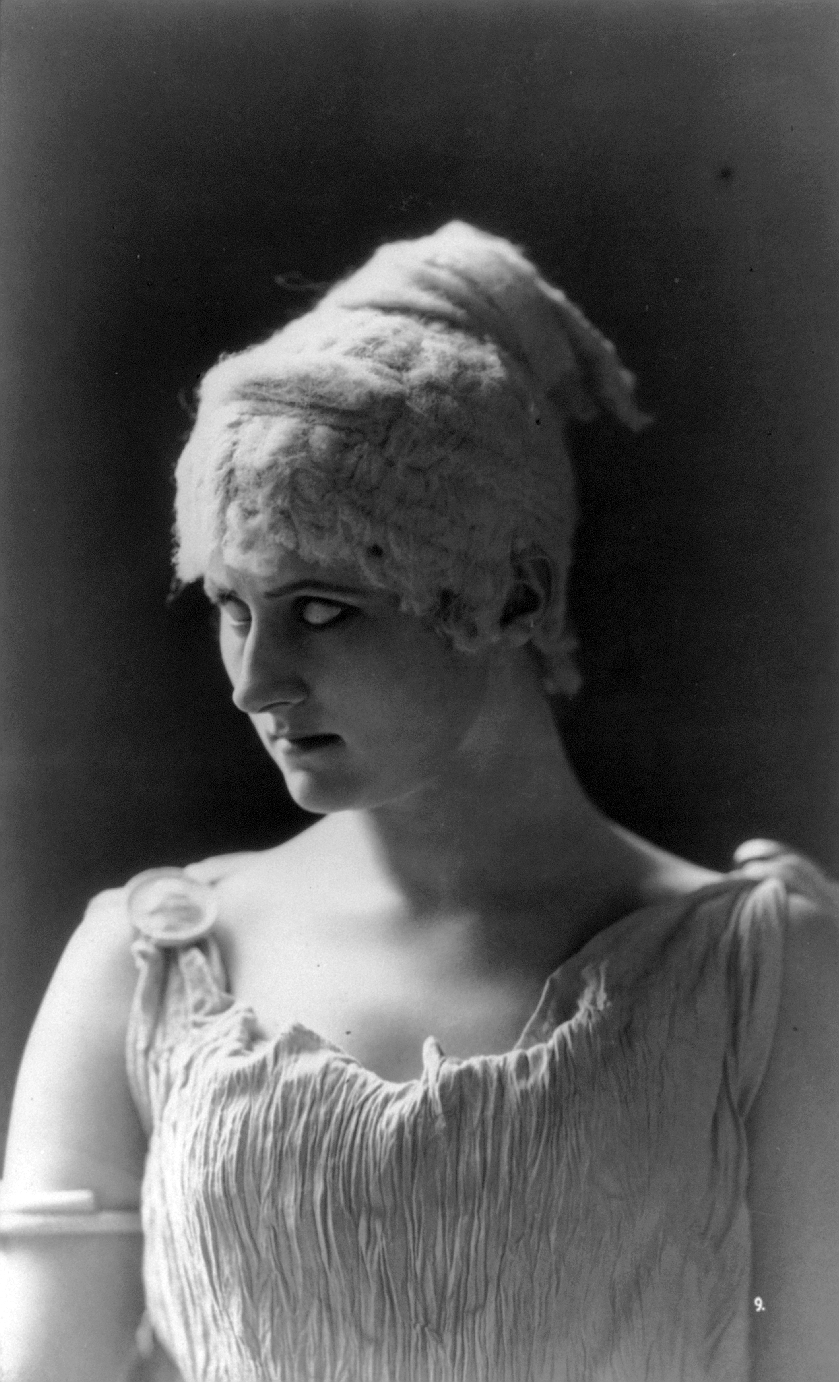
Dans le rôle de  Galatea dans Pygmalion and Galatea de W. S. Gilbert, 1883

## Filmographie sous le nom de Mary Navarro
- 1912 : Bridge
- 1912 : The Days of Terror
- 1912 : Babette
- 1912 : The Night Before Christmas
- 1913 : Cinderella's Slipper
- 1914 : Hearts of Oak
- 1914 : When Broadway Was a Trail
- 1915 : The Battle of Ballots
- 1918 : Mrs. Dane's Defense : Mrs. Dane of Canada
- 1918 : Eve's Daughter (en)